# تیم فوتسال زنان نصر فردیس کرج
تیم فوتسال نصر فردیس کرج یک تیم ایرانی فوتسال است که در حال حاضر در لیگ برتر فوتسال زنان ایران حضور دارد؛ این تیم توانست در فصل ۱۳۹۹ از لیگ دسته اول فوتسال زنان ایران جواز صعود به لیگ برتر را به دست آورد.
نصر فردیس کرج در شرایطی در رقابت‌های لیگ دسته اول حضور داشت، که مدیریت فنی این تیم بر عهده محمد گلزاده بود؛ اما پس از صعود به لیگ برتر، با تصمیم هیئت مدیره و مدیرعامل باشگاه، معصومه رضازاده سکان هدایت تیم فوتسال زنان نصر فردیس کرج را برعهده گرفت.
در حالی‌که پنج هفته از رقابت‌های لیگ گذشته بود، به دلیل اختلافات شدید میان کادرفنی و مدیریت باشگاه، رضازاده از سمت خود کناره‌گیری کرد و فاطمه شریف به عنوان سرمربی جدید این تیم معرفی شد.
این تیم در گروه‌بندی مسابقات لیگ برتر فوتسال زنان فصل ۱۴۰۰ با تیم‌های سایپا تهران، ملی حفاری اهواز، مس رفسنجان، پیکان تهران، پارس آرا شیراز، کیمیای اسفراین و هیئت فوتبال اصفهان در گروه دوم مرحله مقدماتی مسابقات قرار دارد.

## عملکرد کلی
در جدول زیر، عملکرد تیم فوتسال زنان در مسابقات مختلف مشاهده می‌شود.
| فصل  | لیگ                        | جایگاه      | توضیحات          |
| ---- | -------------------------- | ----------- | ---------------- |
| ۱۳۹۹ | دسته اول فوتسال زنان ایران | قهرمان      | صعود به لیگ برتر |
| ۱۴۰۰ | لیگ برتر فوتسال زنان ایران | نایب قهرمان |                  |
| ۱۴۰۱ | سوپرلیگ فوتسال زنان ایران  |             |                  |

## بازیکنان کنونی
مطابق با آیین‌نامه نقل و انتقالات لیگ برتر فوتسال زنان، هر تیم مجاز به جذب ۴ بازیکن ملی‌پوش است و باید فهرست بازیکنان اصلی با حضور ۱۴ بازیکن (حداقل ۲ دروازه‌بان) به سازمان لیگ فوتسال ارائه گردد.
| بازیکنان تیم فوتسال زنان نصر فردیس کرج |
| -------------------------------------- |
| فرزانه توسلی                           |
| سارا شیربیگی                           |
| نسترن مقیمی                            |
| مارال ترکمان                           |
| نسا احدی                               |
| مهتاب بنایی                            |
| فاطمه تراهی                            |
| الهام عنافجه                           |
| ستایش حسینی                            |
| صابره رحمانی                           |
| فاطمه خلجی                             |
| سمانه لطفی                             |
| فاطمه رضایی                            |
| مبینا پروینی                           |
| مینا گودرزی                            |

## کادرفنی
پس از صعود از لیگ یک به لیگ برتر، مأموریت محمد گلزاده در کسوت مدیر فنی به پایان رسید و معصومه رضازاده، سرمربی باتجربه فوتسال زنان ایران که در کارنامه‌اش سابقه هدایت تیم نفت نوین تهران و رهیاب گستر تهران به چشم می‌خورد، با نظر مدیران باشگاه به عنوان سرمربی جدید معرفی شد. هم‌چنین به پیشنهاد رضازاده، قرار شد تا سید مهدی ابطحی پیشکسوت باسابقه فوتسال و فوتبال ایران به عنوان مدیرفنی در کادرفنی تیم فوتسال زنان نصر فردیس کرج حضور یابد.
حضور سید مهدی ابطحی در این تیم چندان دوامی نداشت و در همان روزهای نخست آغاز فصل جدید، ابطحی اعلام به قطع همکاری با باشگاه کرجی داشت.
با گذشت پنج هفته از رقابت‌های لیگ برتر، اختلاف شدید میان کادرفنی و مدیران باشگاه باعث شد تا معصومه رضازاده از سمت خود کناره‌گیری کند و بلافاصله نیز بعد از استعفای او، مدیران باشگاه نصر با فاطمه شریف به توافق رسیدند تا در ادامه فصل این سرمربی مشهدی سکان هدایت نصر فردیس را در اختیار داشته باشد.
| کادر فنی تیم فوتسال زنان نصر فردیس کرج | کادر فنی تیم فوتسال زنان نصر فردیس کرج |
| سمت                                    | نام                                    |
| -------------------------------------- | -------------------------------------- |
| سرمربی                                 | فاطمه شریف                             |
| مربی                                   | -                                      |
| مدیر فنی                               | -                                      |
| مربی بدنساز                            | -                                      |
| مربی دروازه‌بان‌ها                       | -                                      |
| سرپرست                                 | حدیث سرلک                              |
| مدیر تدارکات                           | زینب تیموری                            |